# Nulová matice
V lineární algebře se pojmem nulová matice označuje matice, která má všechny prvky nulové. Slouží také jako neutrální prvek v aditivní grupě matic daného typu.
Příkladem nulových matic jsou
{\displaystyle {\boldsymbol {0}}_{1,1}={\begin{pmatrix}0\end{pmatrix}},\ {\boldsymbol {0}}_{2,2}={\begin{pmatrix}0&0\\0&0\end{pmatrix}},\ {\boldsymbol {0}}_{2,3}={\begin{pmatrix}0&0&0\\0&0&0\end{pmatrix}}}.
Obvykle se nulová matice značí {\displaystyle {\boldsymbol {0}}_{m,n}} nebo jen krátce {\displaystyle {\boldsymbol {0}}}, pokud je z kontextu jasné že se jedná o matici a její rozměry jsou zřejmé nebo nepodstatné.

## Vlastnosti
Nulové matice jsou jediné matice hodnosti 0.
Pro determinant čtvercové nulové matice platí
{\displaystyle \det({\boldsymbol {0}})=0}.
Součin libovolné matice s nulovou maticí zleva či zprava dává vždy nulovou matici. 
Přesněji, je-li {\displaystyle {\boldsymbol {A}}} typu {\displaystyle m\times n}, pak platí: {\displaystyle {\boldsymbol {A}}{\boldsymbol {0}}_{n,p}={\boldsymbol {0}}_{m,p}} a také {\displaystyle {\boldsymbol {0}}_{q,m}{\boldsymbol {A}}={\boldsymbol {0}}_{q,n}}.
Součet libovolné matice {\displaystyle {\boldsymbol {A}}} s nulovou maticí {\displaystyle {\boldsymbol {0}}} stejného typu je vždy matice {\displaystyle {\boldsymbol {A}}}, neboli: {\displaystyle {\boldsymbol {A}}+{\boldsymbol {0}}={\boldsymbol {A}}}.

## Zajímavost
Je-li dána konečná množina celočíselných matic {\displaystyle n\times n}, je otázkou, zdali je lze vynásobit v nějakém pořadí, případně s opakováním a získat nulovou matici. Tento mortal matrix problem je znám jako jeden z nerozhodnutelných už pro množinu šesti matic řádu 3 nebo pro dvě matice řádu 15.